# سوسک پرنده تابستان
سوسک پرنده تابستان (Amphimallon solstitiale)، همچنین به عنوان سوسک اروپایی ژوئن نیز شناخته می‌شود، یک سوسک شبیه به سوسک طلایی است که اندازه‌ای بسیار کوچکتر، تقریباً ۲۰ میلیمتر (۰٫۷۹ اینچ) دارد. در حال حاضر تعداد این نوع سوسک رو به کاهش است، اما در جاهایی که یافت می‌شوند اغلب به تعداد زیاد دیده می‌شوند. هنگام غروب آنها به‌طور فعال در اطراف درختان با هدف جفت‌گیری پرواز می‌کنند و اغلب می‌توان آنها را غرق شده در استخرها یا برکه‌ها در صبح روز بعد یافت. آنها همچنین جذب نور می‌شوند و از پنجره‌های باز و روشن وارد اتاق می‌شوند و در اطراف لامپ‌ها پرواز می‌کنند. آنها در سراسر منطقه شمالی (و آمریکای شمالی) یافت می‌شوند و معمولاً از ژوئن تا اوت دیده می‌شوند و در علفزارها، پرچین‌ها و باغ‌ها زندگی می‌کنند و گیاهان و شاخ و برگ درختان را می‌خورند.

## توزیع
این گونه را می‌توان در کشورهایی مانند بلژیک، استونی، لتونی، اسلوونی، جمهوری چک، اسلواکی، لهستان، کرواسی، صربستان، فرانسه، لوکزامبورگ، بلغارستان، سوئیس، سوئد، اتریش، یونان، ایتالیا، اسپانیا، آلمان، بخش‌های جنوبی روسیه، مکزیک و بریتانیای کبیر نیز یافت